# Габидуллин, Хаджи Загидуллович
Хаджи Загидуллович Габидуллин (7 января 1897, д. Савади-Башево Белебеевского уезда, Уфимской губернии, Российская империя — 27 сентября 1937, г. Москва, РСФСР, СССР) — советский татарский государственный деятель. Член РСДРП (б) с 1917 года. Тюрколог, историк. Педагог. Профессор. Первый руководитель Московского университетского исторического востоковедения.

## Биография
Татарин. Родился в семье муллы. В 1915 году окончил Кунгуровское высшее начальное училище.
В 1917—1918 — комиссар по мусульманским делам Тобольской губернии.
В 1919—1920 — комиссар в РККА, командир 2-го мусульманского полка, комиссар I Казанских кавалерийских курсов; начальник управления милиции и заместитель народного комиссара внутренних дел Татарской АССР (1920—1924).
Председатель Совнаркома Татарской АССР в 1924—1927 годах; одновременно в 1924—1926 годах председатель Государственной плановой комиссии ТАССР.
В 1927—1930 — член Малого Совнаркома РСФСР.
В 1933 окончил Восточный сектор Институт красной профессуры, профессор новой истории колониальных стран.
Преподаватель Коммунистического университета трудящихся Востока с 1931. В 1931—1933 одновременно был заведующим кафедрой кафедры Татарии и Башкирии Коммунистического университета трудящихся Востока.
В 1933—1936 — начальник Управления университетов и научно-исследовательских учреждений Наркомпроса РСФСР. Член коллегии Наркомпроса РСФСР (1933—1937). Заведующий кафедрой востоковедения МИФЛИ (1933—1936).
В декабре 1935 без защиты ему была присвоена степень кандидата исторических наук.
Участник 3-го Конгресса Турецкого лингвистического общества (1936). Заместитель председателя и учёный секретарь Комиссии содействия научным связям с Турцией АН СССР (с марта 1937).
В 1936—1937 работал начальником Управления школ взрослых Наркомпроса РСФСР.
В 1934—1937 — заведовал кафедрой новой истории колониальных и зависимых стран МГУ.
26 июня 1937 был арестован («султангалиевщина»). По списку «Москва-центр» от 15 сентября 1937 на 117 чел., под № 21, по представлению нач. 8-го отдела ГУГБ НКВД В. Е. Цесарского. Подписи: «За». Сталин, Молотов. Приговорен ВКВС 27 сентября 1937 по обвинению в участии в контр-революционной террористической организации. Расстрелян 27 сентября 1937. Прах захоронен на территории Донского кладбища г. Москвы.
С 1917 по 1922 год состоял в браке с Еленой Марковной Хомик, по национальности украинкой. 20 февраля 1920 в Казань родилась их дочь, Галина Владимировна Габидуллина (1920—1959). Она была кандидатом биохимических наук.
Реабилитирован посмертно 14 мая 1957 года.

## Публикации
- Татарстан за семь лет (1920—1927). Казань, 1927;
- Очерки панисламизма и пантюркизма в России. М., 1931 (совм. с А. Аршаруни);
- Проблемы младотурецкой революции // РВ. 1934. № 3. С. 146—164; № 4. С. 111—131;
- Младотурецкая революция: Ист. очерки. М., 1936.